# Mikołaj Torosowicz
Mikołaj, lub Nikoł Torosowicz (ur. 1605, zm. 24 października 1681) – duchowny ormiańskokatolicki.
Wyświęcony na kapłana w 1626 w Stambule. Od 1627 biskup lwowski Apostolskiego Kościoła Ormiańskiego. W 1630 złożył wyznanie wiary i zawarł unię z Kościołem katolickim, stając się pierwszym ormiańskokatolickim arcybiskupem lwowskim. Inicjator sprowadzenia do Lwowa zakonu teatynów. Kawaler Orderu św. Michała oraz Orderu Jezusa i Maryi.